# ヴィッカース鋼
ヴィッカース鋼（ヴィッカースこう）は、イギリスの造船・武器メーカーのヴィッカース・アームストロング社が開発した表面硬化装甲用鋼板である。技術的にはクルップ社が開発したクルップ鋼を改良したものであり、その組成は炭素 0.48 %、ニッケル 4 %、クロム 2 % からなるニッケルクロム鋼で、不純物であるリンや硫黄分の少ない良質な合金鋼である。しばしば略してVC鋼、VC甲鈑[甲板]、VC装甲などと表記される。

## 概要
ヴィッカーズ鋼はクルップ鋼と同様に表面に浸炭処理を施した後に焼入れ・焼戻しの熱処理を繰り返してして金属組織を整えた後、表面焼入れ措置を施して完成する。浸炭処理により極表面には硬い炭化クロム の層ができ、続いて表面焼入れによる硬いマルテンサイトの層が、そして内部は靭性の高いソルバイト（微細パーライト）となり装甲板に適した金属組織となる。
その製法は極めて手間のかかるものであった。次のとおり製法が記されている。
1. まず表面の酸化被膜を削り取り除去した上で浸炭剤を載せ（実際には2枚1組で浸炭剤を挟み込む）、930 ℃で4ないし5昼夜かけて加熱し浸炭させる。
2. 焼入れ・焼戻しを数回繰り返し、内部組織を均一化させトルースタイト・ソルバイト組織に調質する。
3. 検査合格後、湿った砂を敷いた軟鋼製の厚板の上に裏面を密着させた状態で加熱炉に入れ表面のみをガスバーナーで構造相転移温度以上に赤熱させた後、炉から取り出し噴水を掛けて急冷する。

同記述によれば1枚のVC甲鈑を製造するのに、少なくとも1か月を要したとされる。

## 派生した装甲用鋼板
海軍休日以降の建艦競争において軍艦の装甲板の重要性は増していった。必然的に装甲板も大量生産が必要となり、種々の装甲用鋼板が開発された。
VH甲板
成分はヴィッカーズ鋼と同一であるが浸炭処理は行わず表面焼入れのみ実施した甲板である。大和級戦艦の厚い装甲に厚い浸炭処理を施すとなると最終の表面硬化処理工程で焼割れが生じやすくなるため浸炭を省いたもの。射撃実験の結果、耐弾抗力はかえって向上し、製造にかかる時間がVC甲鈑よりも約2/3に短縮できるメリットがあった。
NVNC甲板
VC甲鈑の製造過程において、表面浸炭作業と最終の表面硬化処理とを省き、鋼塊の圧延後に焼入れ・焼戻しの熱処理を数回繰り返して均質化したソルバイト組織にしたもの。砲弾の水平防御の観点から表面の硬さよりも変形に堪え得る能力が重要視され、装甲板の基礎設計部材として活用された。
MNC甲板
ヴィッカーズ鋼の成分にモリブデンを添加した、浸炭作業を行わない均質甲板である。NVNC甲板を超えるものとして開発された。
CNC甲板
ニッケルクロム鋼のニッケルを節約する目的でニッケルの代わりに銅を添加したもの。均質な組織からなる甲板として使用された。銅は鉄に固溶せず析出するがその速度は遅いため、焼入れをせずとも固溶したままの状態で常温に移行でき、また銅を含んだ固溶体は硬さ・強さを増す効果がある。